# Helina pubiseta
Helina pubiseta este o specie de muște din genul Helina, familia Muscidae. A fost descrisă pentru prima dată de Zetterstedt în anul 1845. Conform Catalogue of Life specia Helina pubiseta nu are subspecii cunoscute.